# Caf
Caf je priimek v Sloveniji, ki ga je po podatkih Statističnega urada Republike Slovenije na dan 1. januarja 2010 uporabljalo 279 oseb in je med vsemi priimki po pogostosti uporabe uvrščen na 1.440. mesto.

## Znani nosilci priimka
- Bojana Caf, defektologinja, specialistka gibalno-plesne terapije
- Dušan Caf, informatik?, direktor Inštituta za digitalno družbo
- Nataša Rogelja Caf, kulturna antropologinja (migracije)
- Nina Caf, palebiologinja, palinologinja, arheologinja
- Oroslav Caf (1814—1874), jezikoslovec orientalist, filolog
- Tatjana Caf (*1984), prof. matematike, kulturna animatorka (Ptuj)
- Živa Caf